# Клондайк (мини-сериал)
«Клондайк» — шестисерийный мини-сериал о Клондайкской золотой лихорадке, показ которого проходил на канале Discovery Channel с 20 по 22 января 2014 года. Основанный на романе Gold Diggers: Striking It Rich in the Klondike Шарлотты Грэй, Клондайк является первым художественным мини-сериалом Discovery Channel. Клондайк снят режиссёром Саймоном Келланом Джонсом. Ричард Мэдден играет главную роль — Билла Хаскелла, реального человека, который побывал на Юконе, Канада, в конце 1890-х годов, во время золотой лихорадки. У мини-сериала впечатляющий актёрский состав — помимо Мэддена, в нём сыграли Эбби Корниш и номинанты на Оскар Сэм Шепард и Тим Рот.

## Сюжет
Путешествуя на запад от Нью-Йорка, друзья Билл Хаскелл и Байрон Эпштейн направляются в Юкон, Канада, где они узнают о Клондайкской золотой лихорадке. Двое мужчин должны не только мириться с суровыми условиями и непредсказуемой погодой, пытаясь извлечь прибыль из шахты возле города Доусон, они также подвергаются опасности со стороны опасных и отчаянных людей, как и они желающих обогатиться.

## Производство
Сериалу Клондайк был дан зелёный свет каналом Discovery Channel в декабре 2012 года. На телесети считали, что мини-сериал дополнит такие сериалы, как Золотая лихорадка. Исполнительный продюсер Долорес Гэвин заявила: «Наша аудитория любит дух фронтира. Человек против природы, человек против человека, человек против себя — всё это темы, о которых мы говорим на канале Дискавери. Когда мы начали говорить об этом проекте, то увидели сходство». Это первый художественный сериал телесети, он состоит из 3 частей, каждая часть состоит из двух серий.

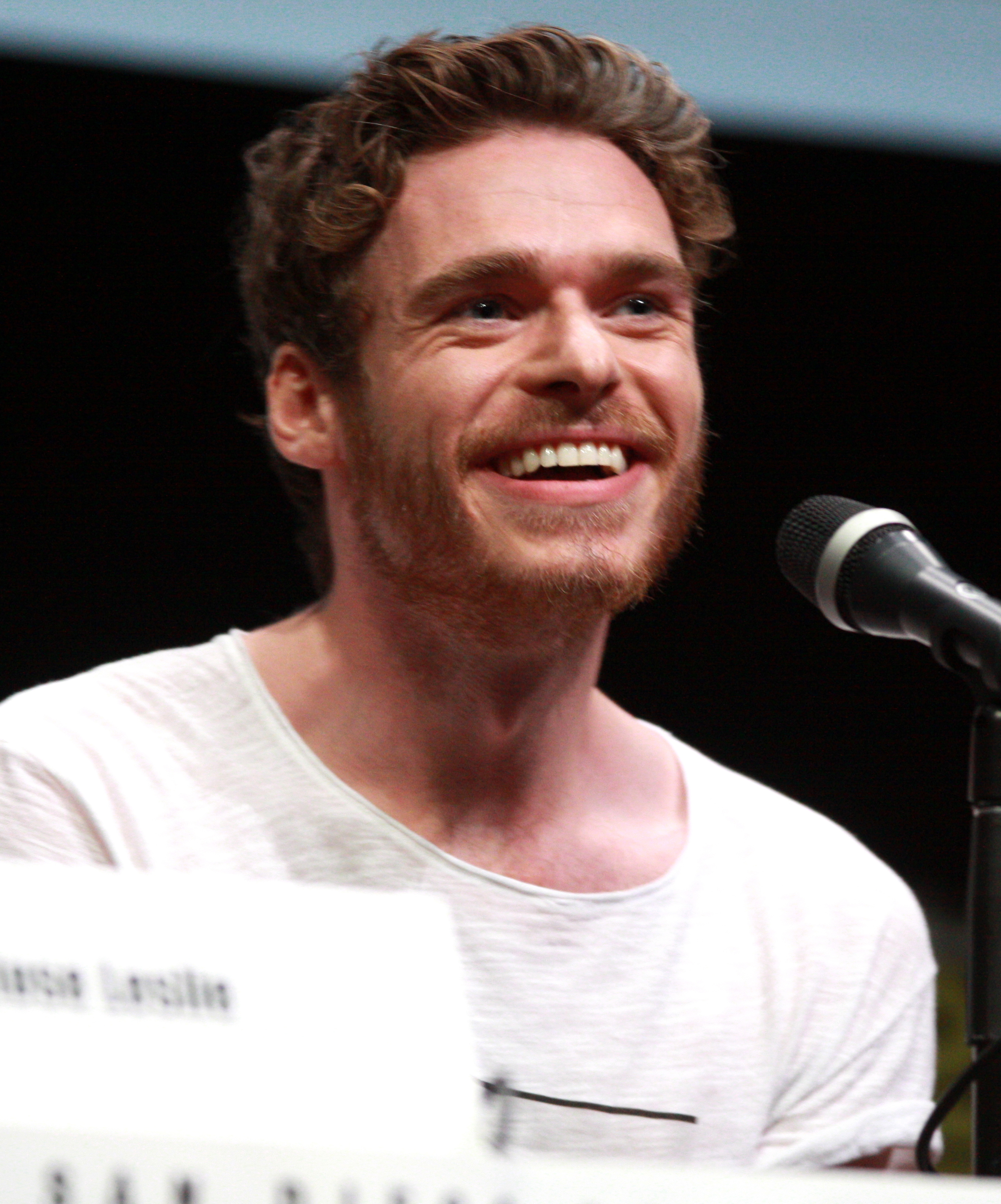
Актёр Ричард Мэдден играет Билла Хаскелла

Действие происходит в 1890-х годах, он основан на книге Шарлотты Грей Gold Diggers: Striking It Rich in the Klondike и рассказывает о множестве персонажей, стремящихся в Клондайк в поисках золота. Исполнительным продюсером стал Ридли Скотт. Пол Шойринг, Джош Гольдин и Рэйчел Абрамовитц написали сценарий. Производство началось в марте 2013 года в Альберте во главе с режиссёром Саймоном Келланом Джонсом. Ожидалось, что съёмки шестичасового материала займут 54 дня.
Ричард Мэдден сыграл Билла Хаскелла. Он согласился сыграть в мини-сериале из-за сценария, ему также понравилась телепередача Золотая лихорадка. Актёр объяснил в интервью «Это эпично, а я редко использую слово "эпично". Это сюжет, не рассказанный ещё по-настоящему. Я работал на разных [проектах], никогда не был в таком восторге».

## Актёрский состав

### В главных ролях
- Ричард Мэдден — Билл Хаскелл, выпускник колледжа, путешествующий на запад с Байроном для участия в золотой лихорадке.
- Эбби Корниш — Белинда Малруни, могущественный предприниматель. Впоследствии помогает Биллу.
- Сэм Шепард — Отец Уильям Джадж, священник, который пытается создать первую церковь в городе Доусон.
- Тим Рот — Граф, аморальный самозванец-аристократ и главный соперник Белинды.
- Тим Блейк Нельсон — Джо Микер, бармен, нанятый Белиндой, партнёр Билла.
- Мартон Чокаш — Сэм Стил, глава Северо-Западной конной полиции города Доусон.
- Конор Лесли — Сабина, куртизанка.
- Август Прю — Байрон Эпштейн, друг и компаньон Билла.
- Иэн Харт — Мыльный Смит, аферист, хочет нажиться на посетителях города Доусон.
- Джонни Симмонс — Джек Лондон, молодой искатель приключений и начинающий писатель.
- Грег Лосон — Гудмэн, бывший военный, участвующий в золотой лихорадке.

### В ролях
- Майкл Грейайз — Шейехо, глава племени тлинкитов.
- Брайан Маркинсон — Кэвендиш, государственный служащий.
- Колин Каннингем — Билл Гейтс, старатель.

## Эпизоды
| 12 | «Part 1» | Саймон Келлан Джонс | Пол Шойринг Джош Голдин Рэйчел Абрамовитц | январь 20, 2014 | 3.4 |
| 12 | «Part 1» | Саймон Келлан Джонс | Пол Шойринг Джош Голдин Рэйчел Абрамовитц | январь 20, 2014 | 3.4 |
| Билл Хаскелл и Байрон Эпштейн начинают своё путешествие к Юкону, когда старатель сообщает им о золотой лихорадке. Они достигают города Доусон. На своём пути они встречают отца Джаджа, Сабин и Мыльного Смита. Белинда Малруни представляется Биллу как владелец городской лесопилки. Билл и Байрон покупают права на добычу и начинают поиск золота. |          |                     |                                           |                 |     |
| 34 | «Part 2» | Саймон Келлан Джонс | Пол Шойринг Джош Голдин Рэйчел Абрамовитц | январь 21, 2014 | 3.1 |
| 34 | «Part 2» | Саймон Келлан Джонс | Пол Шойринг Джош Голдин Рэйчел Абрамовитц | январь 21, 2014 | 3.1 |
| В городе происходит вспышка тифа. Отец Джадж приносит больных в церковь. |          |                     |                                           |                 |     |
| 56 | «Part 3» | Саймон Келлан Джонс | Джош Голдин Рэйчел Абрамовитц Пол Шойринг | январь 22, 2014 | 2.9 |
| 56 | «Part 3» | Саймон Келлан Джонс | Джош Голдин Рэйчел Абрамовитц Пол Шойринг | январь 22, 2014 | 2.9 |
| Белинда спасает Билла. |          |                     |                                           |                 |     |

## Критика
Мини-сериал получил положительную критику, у него рейтинг одобрения 80 % на сайте Rotten Tomatoes (основан на 15 рецензиях). Консенсус: «Являясь первым художественным сериалом Discovery Channel, Клондайк имеет не только достойный восхищения приключенческий сюжет, но и мастерскую съёмку пейзажей».

### Рейтинги
| Эпизоды | Дата            | Зрители (миллионы) | Рейтинг в демографии 18-49 |
| ------- | --------------- | ------------------ | -------------------------- |
| Часть 1 | Январь 20, 2014 | 3.434              | 1.1                        |
| Часть 2 | Январь 21, 2014 | 3.128              | 1.0                        |
| Часть 3 | Январь 22, 2014 | 2.855              | 0.8                        |